# Domingo Hindoyan
 (juin 2019).
Domingo Garcia Hindoyan, né le 15 février 1980 à Caracas, est un chef d'orchestre helvéto-vénézuélien.  

## Biographie
Il est le fils de Domingo Garcia, violoniste vénézuélien et ancien président de l'Orquesta Sinfonica Venezuela, et de Viki Hindoyan, avocate au Parlement national vénézuélien. 
Hindoyan a commencé ses études musicales en tant que violoniste et membre du programme d'éducation musicale vénézuélien El Sistema. Il a obtenu une maîtrise en direction d'orchestre à la Haute École de Musique de Genève où il reçut la plus haute distinction et a ensuite participé à des master classes avec Bernard Haitink, David Zinman et Jesús López Cobos.
En 2010, il est finaliste du 2e Concours international de chefs d'orchestre Evgeny Svetlanov qui a eu lieu à Montpellier,.
En 2012, il est invité à rejoindre l'Allianz International Conductor's Academy, où il collabore avec le London Philharmonic et le Philharmonia Orchestra, sous la direction de Esa-Pekka Salonen et de Sir Andrew Davis, et où il suit des masterclasses avec Bernard Haitink.
Depuis 2021, il est le chef principal du Royal Liverpool Philharmonic Orchestra. 
Il vit dans le canton de Vaud en Suisse et est marié à la chanteuse d'opéra bulgare Sonya Yoncheva. Le couple a un fils, Mateo, né le 6 octobre 2014 et une fille, Sophia née le 1er octobre 2019.

### Carrière
Hindoyan dirige des ensembles internationaux, dont l'Orchestre Philharmonia, le Mozarteum orchestra Salzburg, l'Orchestre philharmonique de Radio France, l'Orchestre Philharmonique de Saint-Pétersbourg, l'Orchestre Philharmonique du Nouveau Japon, l'Orchestre de la Suisse romande, l'Orchestre philharmonique de Londres, l'Orchestre symphonique de Bâle, le National royal d'Écosse, l'Orchestre de chambre de Lausanne, l'Orchestre philharmonique royal de Liège, l'Orchestre de Valence et l'Orchestre symphonique Simón Bolívar. 
En 2013, il a été nommé premier assistant de Daniel Barenboim au Deutsche Staatsoper de Berlin. Depuis lors, il est devenu chef invité de cet opéra et a notamment dirigé La traviata, Tosca, L'elisir d'amore, La Bohème, Le Barbier de Séville, The Rake's Progress, Orphée et Eurydice et Le Sacre du printemps (ballet). 
Pendant la saison 2016-2017, Hindoyan a dirigé les représentations de Tosca et de La Bohème de Puccini au Staatsoper Berlin, de Le Turc en Italie de Rossini à l'Opéra national de Bergen, de Semiramide de Rossini pour l'Opéra national de Lorraine et les ballets de Stravinsky, Le Sacre du printemps et Petrouchka à l'Opéra de Zurich. Il a eu des engagements avec l'Orchestre Philharmonia, le Mozarteumorchester Salzburg, l'Orchestre philharmonique du Luxembourg, l'Orchestre symphonique de Lucerne, la Deutsche Radio Philharmonie, l'Orchestre symphonique national de la radio polonaise, le Staatsphilharmonie Rheinland-Pfalz et l'Orchestre Symphonique Simón Bolivar. 
Lors de la saison 2017-2018, il a fait ses débuts au Metropolitan Opera de New York en dirigeant L'elisir d'amore, à l'Opéra de Stuttgart avec Tosca et à l'opéra de Monte-Carlo avec les I puritani. Il a également dirigé La traviata au Semperoper de Dresde, La traviata et Orphée et Eurydice au Staatsoper de Berlin. Lors de concerts, il dirige des orchestres symphoniques comme le Dresden Philharmonic, l'Orchestre national de Bordeaux Aquitaine, l'Orchestre national de Belgique et l'Orchestre symphonique de Malmö. 
En 2018-2019, il fait ses débuts au Opéra lyrique de Chicago avec La Bohème, à l’Opéra d'État de Vienne avec Turandot et au Grand théâtre du Liceu de Barcelone avec Luisa Miller. Elles comprenaient également des représentations de Tosca au Staatsoper Berlin avec Sonya Yoncheva dans le rôle titre, Aida au Royal Swedish Opera ainsi que La traviata au Royal Opera Muscat. Ses engagements en 2019 incluent aussi des concerts avec l'Orchestre philharmonique royal de Liège, l'Orchestre symphonique national de la radio polonaise, l'Orchestre de l'Ulster, l'Orchestre symphonique et lyrique de Nancy, le Nouvel orchestre philharmonique du Japon, celui de Séoul, l'Orchestre national de Lille, l'Orchestre de la Suisse romande et le Stabat Mater de Rossini à la Philharmonie de Paris avec l'Orchestre de chambre de Paris.
À partir de septembre 2019, il est chef principal invité de l'Orchestre symphonique national de la radio polonaise. Outre les concerts avec la NOsPR, la saison 2019/2020 comprend des représentations de L'elisir d'amore à l’Opéra d'État de Vienne, La traviata au Royal Swedish Opera, Fedora au Festival Radio France Occitanie Montpellier ainsi que des concerts avec le MDR Orchestre symphonique, le Royal Philharmonic Orchestra, l’Orchestre de l’Opéra national de Lorraine, le Royal Liverpool Philharmonic Orchestra, l’Orchestre symphonique de Malmö, l’Orchestre national Bordeaux Aquitaine, l’Orchestre symphonique de Bern et l’Orchestre national des Pays de la Loire.
En 2025, il est nommé directeur musical de l'Opéra de Los Angeles à compter de la saison 2026-2027, jusqu'en 2030-2031.